# Má máma Mona
Má máma Mona (v anglickém originále Mona Leaves-a) je 19. díl 19. řady (celkem 419.) amerického animovaného seriálu Simpsonovi. Scénář napsal Joel H. Cohen a díl režírovali Mike B. Anderson a Ralph Sosa. V USA měl premiéru dne 11. května 2008 na stanici Fox Broadcasting Company a v Česku byl poprvé vysílán 14. června 2009 na stanici ČT2.
Epizoda je věnována vzpomínkám na Elsie Castellanetovou, matku Dana Castellaneta, a Doru K. Warrenovou, matku Harryho Shearera. Tato epizoda také zahájila každoroční vysílání epizod, které se zabývají ženami nebo matkami a zároveň se vysílají na Den matek.
V původním vysílání epizodu sledovalo 6,02 milionu diváků.

## Děj
Když se rodina Simpsonových vrací domů ze Springfieldského nákupního centra, zjistí, že dveře jejich domu jsou otevřené, a tak si myslejí, že je v domě zloděj. Homer se po vstupu do domu ohání provizorně vyrobenou zbraní, aby zloděje ohrozil. Když ale rodina ucítí vůni jablečného koláče, zjistí, že v domě není zloděj, ale Homerova matka Mona. Mona oznámí, že končí s aktivismem a že chce u rodiny zůstat napořád. Když se zeptá, jestli jí Homer odpustí, jak se k němu dříve chovala, rozzlobeně jí odpoví, že ne, protože ho v dětství opustila. Homer se cítí zraněný a opuštěný, když mu Mona není nablízku, a nechce se tak cítit znovu. Později té noci se Mona snaží Homerovi vysvětlit, že změnila své chování, ale Homer ji opět neposlouchá. Následně nemůže spát a uvědomí si, že měl matku poslechnout, a jako omluvu jí vyrobí přáníčko: když jde dolů, aby se omluvil, vidí ji sedět před krbem a zeptá se jí, jestli spí. Když si pak všimne a zeptá se, jestli „spí s otevřenýma očima“, hlava jí klesne a Homer si uvědomí, že zemřela. 
Když je Mona zpopelněna, Homer je v depresi a má výčitky svědomí, že se matce neomluvil. Snaží se s její smrtí vyrovnat, zejména proto, že si její odchod dává za vinu. Následně se Apua zeptá, co se stane, když lidé zemřou. Ind Apu věří, že se Homerova matka mohla reinkarnovat, ale křesťan Ned tomu nevěří a říká Homerovi, že se nikdo nevrací jako nic z onoho světa. Nakonec rodina najde a zhlédne videozáznam Moniny závěti. Zjistí, že Mona rodině odkázala část svého majetku: Marge dostane její konopnou sirnou kabelku, Bart švýcarský armádní nůž a Líza vzpurnou duši. Pro Homera však zanechává úkol: vynést její popel na nejvyšší bod Springfieldského národního parku a přesně ve tři hodiny odpoledne ho rozptýlit. Homer s velkými obtížemi vyleze na horu na počest své matky. Vypustí její popel, který posléze putuje dovnitř hory a naruší tajný start jaderné rakety. Homera bolí, že ho Mona takto využila na „ještě jeden hloupý protest hippies“. 
Homer je uvnitř hory zajat. Tam jim pan Burns vysvětlí účel rakety: poslat jaderný odpad z města do amazonského pralesa. Burns Homera v místnosti uvězní, sváže a vrátí mu Monin popel ve vakuovém pytli. Venku rodina Homera najde a pokusí se ho zachránit. Bart mu hodí Monin nůž, který Homer použije, aby se osvobodil. Mezitím Marge a Líza zapálí Marginu konopnou kabelku pomocí Moniných diamantových náušnic, které si Líza vzala. Tím se ventilačním otvorem linou marihuanové výpary, které strážce rozesmějí. Homer se pak dostane z vězeňské místnosti a zastaví start. Omylem však stiskne autodestrukční tlačítko, čímž dojde k výbuchu místa startu, což představuje Monino konečné vítězství prostřednictvím její rodiny nad věcmi, proti kterým celý život bojovala. Homer unikne na padáku Union Jack a přistane vedle své rodiny. Poté znovu vysype popel své matky.  
Konec dílu obsahuje záběry Homera z předchozích epizod, jak si užívá čas strávený s matkou. V posledním záběru je Homer dítětem a Monu objímá u snídaně. 

## Kulturní odkazy
Název dílu je odkazem na slavný Da Vinciho obraz Mona Lisa. Homer přirovnává Monino mizení k seriálu Scrubs: Doktůrci, když říká: „Jednou seš, pak nejseš – to už není vtipný.“ Když Homer uniká na padáku Union Jack, jedná se o parodii na film Špion, který mě miloval. Na předávání cen ESPY se objeví Lance Armstrong a medvěd Fozzie, obchod Stuff-N-Hug ve Springfieldském obchodním centru je parodií na řetězec Build-a-Bear Workshop. Úryvek z písně „White Rabbit“ od Jefferson Airplane zazní poté, co Marge zapálí svou kabelku.
Tato epizoda je také třetí epizodou animovaných seriálů společnosti Fox, která se zabývá smrtí rodiče v období let 2007–2008, přičemž epizody Griffinových Peter a jeho otec a Tatíka Hill a spol. se zabývají podobnými tématy a zabitím rodiče hlavní postavy – v prvním případě Francise Griffina, ve druhém Cottona Hilla. 

## Přijetí
Epizodu sledovalo 6,02 milionu domácností a dle dat agentury Nielsen získala rating 2,9 a 9% podíl, čímž se umístila na třetím místě ve svém vysílacím čase.
Robert Canning z IGN a Richard Keller z TV Squad ji označili za slušnou epizodu, ale pohrdli Moniným krátkým vystoupením. Oba kritici však našli zalíbení ve scéně, kdy si Homer uvědomil Moninu smrt, a v poctě na konci dílu.